# Jacques Guillemeau

Jacques Guillemeau

Jacques Guillemeau (* September 1549 in Orléans; † 13. März 1613 in Paris) war ein französischer Chirurg und Geburtshelfer.

## Leben
Jacques Guillemeau genoss in seiner Jugend eine klassische Bildung, die er später, als er das Studium der Chirurgie ergriff, sehr zugutekam, denn sie ermöglichte es ihm, gegenüber Anderen, die Werke des Hippokrates, Celsus und Galenos zu studieren und dadurch seine medizinischen Kenntnisse zu erweitern. Er war ein Schüler Riolans, Courtins sowie Ambroise Parés. Letzterer war ihm besonders gewogen und ließ sich seine medizinische Ausbildung sehr angelegen sein. Er nahm ihn auch einige Male als Gehilfen mit sich, wenn er als Militärarzt in den Krieg zog.
Auf Befehl Heinrichs III. begab sich Guillemeau zum Grafen von Mansfeld und verweilte vier Jahre lang als Chirurg bei der spanischen Armee in Flandern. Nach seiner Rückkehr nach Paris 1581 übte er seine chirurgische Kunst im Hôtel-Dieu aus. Er war Hof- und Leibarzt der französischen Könige Karl IX., Heinrich III. und Heinrich IV. Er starb als hochangesehener Chirurg am 13. März 1613 im Alter von 63 Jahren in Paris.
Guillemeau wirkte als Augenarzt, Chirurg und Geburtshelfer. Seine literarischen Leistungen als Augenarzt sind schwach. Als Chirurg dagegen leistete er Vorzügliches. Vor allem ist ihm zu verdanken, dass die Lehren Parés allgemeine Verbreitung fanden, denn er gab dessen Werke heraus. Als Chirurg wandte er seine Aufmerksamkeit namentlich den Schusswunden, der Trepanation und den Aneurysmen zu. Er empfiehlt beispielsweise, die Schusswunde sofort zu erweitern und den Fremdkörper ohne Verzug zu entfernen. Er beschränkt sich auf die primären Amputationen, während er bei Gangrän das Glüheisen vorzieht. Man verdankt ihm eine Verbesserung des Trepans, die gezähnte Krone. Die Anwendung des Trepans erklärt er für überflüssig, sobald die harte Hirnhaut vorliegt und der Eiter gehörig abfließen kann. Die Blutaderknoten behandelt er mit Ätzmittel, insbesondere mit Seifensiederlauge. Er war der Erste, der das aneurysmatische Gefäßrohr unterhalb und oberhalb seiner pathologischen Dilatation unterband und hierauf den ganzen aneurysmatischen Sack exstirpierte.
Gebührt Guillemeau der Ruhm eines bedeutenden Chirurgen seiner Zeit, so gilt dies in noch höherem Maß vom Geburtshelfer Guillemeau. Schon in seiner 1594 erschienenen Chirurgie widmete er der geburtshilflichen Operationslehre ein eigenes Kapitel. 1609 schrieb er ein spezielles, der Geburtshilfe gewidmetes Werk, das unstreitig eines der besten seiner Zeit ist. Nicht nur, dass er die Lehren Parés, seines Lehrers, vollkommen innehatte, sondern er vervollkommnete sie auch noch. Er war ein großer Freund der Wendung des Fötus auf die Füße, für die er eifrig warb. Die Zeichen der Schwangerschaft beschreibt er sehr gründlich und ausführlich, ebenso die Molenschwangerschaft. Bei gefahrdrohenden Zuständen intra partum empfiehlt er die Wendung auf beide Füße mit sofort nachfolgender Extraktion, wie bei Blutflüssen und Konvulsionen. Die anatomischen Verhältnisse der Placenta praevia  sind ihm zwar noch unbekannt, doch gibt er trotzdem im Allgemeinen eine darauf bezügliche richtige Therapie an. Bei Toten empfiehlt er den Kaiserschnitt zu machen, bei Lebenden dagegen verwirft er diese Operation, den Ansichten seines Meisters Paré folgend.
Seine Werke sind folgende:
- Tables anatomique, avec les pourtraits et déclaration d’icelles, Paris 1571; neue Auflage 1586 (dieses Werk war König Heinrich III. gewidmet)
- Traité des maladies de l’œil, Paris 1585; Lyon 1610 (wurde ins Flämische und Deutsche übersetzt)
- Apologie pour les chirurgiens, Paris 1593
- La chirurgie française, recueillie des anciens médecins et chirurgiens, avec plusieurs figures des instruments nécessaires pour l’opération de la main, Paris 1594 (englische Übersetzung, London 1612)
- L’heureux accouchement des femmes, Paris 1609 und 1621
- De la nourriture et gouvernement des enfants, 1609

Mehrere Werke Guillemeaus wurden auch unter dem Titel Œuvres de chirurgie (Paris 1598–1612; Rouen 1649) herausgegeben. Einen Teil seiner Werke, sowie spätere Editionen gab auch Guillemeaus Sohn Charles Guillemeau, ebenfalls Chirurg, heraus.